# Aggregata eberthi
Aggregata eberthi is een soort in de taxonomische indeling van de Myzozoa, een stam van microscopische parasitaire dieren. Het organisme komt uit het geslacht Aggregata en behoort tot de familie Aggregatidae. Aggregata eberthi werd in 1906 ontdekt door Léger & Dubosq.